# 陸鏊
陸鏊（？—？），字味道，號廉石，浙江嘉興府平湖縣人，明朝政治人物。

## 生平
陸光祚孫。萬曆三十七年（1609年）己酉科鄉試第四名舉人，天啟五年（1625年）乙丑科進士。授刑部主事，恤刑江南，補工部，不久出任廣東肇慶府知府，任內清市舶，抑豪強，升任廣東按察司副使。佐制府破海寇刘香，香走死。连猺叛，鏊摄巡南韶，密移师捣其巢，猺惶骇稽颡归顺。歷官福建參政，升湖廣按察使，激扬风纪，积弊悉除。乞终养归。后流寇云扰，有建议添设巡抚夏镇，以鏊为之，会病不起。著作有《宝纶堂集》。